# Liane Augustin
Liane Augustin (Berlin, 1927. november 18. – Bécs, 1978. április 30.) osztrák énekesnő.

## Élete
Liane Augustin 1927-ben született Berlinben Karl Augustin bécsi színész második lányaként. Az anya, koncerténekesnő Frankfurtból származik. 1944-ben a család Bécsbe költözött. A háború után főleg éjszakai bárokban énekelt Bécsben, és számos felvételt készített a Vanguard kiadó számára. Emellett a rádió is elkezdte számos dalát játszani.
1953-ban Liane Augustin férjéhez ment Gabriel Kenézy üzletemberhez.
Ausztriát képviselte az 1958-as Eurovíziós Dalfesztiválon Die ganze Welt braucht Liebe című dalával, ahol 8 pontot szerzett, így az 5. helyet érte el a tízfős mezőnyben.
A dalt soha nem rögzítette lemezre, ezért nem került kereskedelmi forgalomba.
1978. április 30-án hunyt el Bécsben.
2008-ban róla nevezték el az Augustinplatz-ot a bécsi 7. kerületben, amely Marx Augustin kitalált vásári énekesre (1643–1685) is utal.

## Filmográfia
- Die Fiakermilli (1953)
- Lavendel – eine ganz unmoralische Geschichte (1953)
- Der rote Prinz (1954)
- ...und wer küßt mich? (1956)
- Liebe, die den Kopf verliert (1956)
- Licht auf der Piazza (1962)

## Diszkográfia

### Kislemezek
- 1950: Nachts ruft ein Lied
- 1950: Meine Augen sagen ja
- 1951: Es wird ja alles wieder gut
- 1952: Schenk’ mir Dein Herz
- 1953: April in Portugal
- 1956: Lass die Welt darüber reden
- 1957: Ich sage Dir adieu
- 1957: Deine Liebe
- 1964: Da hilft kein Rosenstrauß

### Nagylemezek
- 1952: Orient-Express
- 1953: The Bohème Bar
- 1953: A Continental Cocktail
- 1954: Café Continental
- 1955: Glowing Embers
- 1955: Berlin Cabaret Songs
- 1956: Vienna Midnight
- 1956: Rendezvous avec Liane
- 1956: Paris Midnight
- 1956: Die Dreigroschenoper
- 1957: Embraceable you (Liane sings George Gershwin)
- 1957: Winter Wonderland
- 1957: Vienna by Night
- 1958: Paris After Midnight
- 1959: Night and Day (Songs of Cole Porter)
- 1962: April in Paris